# Albert Kahns Verdensarkiv
Albert Kahns Verdensarkiv eller "Jordens Arkiv" ("les Archives de la Planète" (ADLP) (fransk)) er en samling af fotografier og film, optaget mellem 1909 og 1931. Optagelserne blev finansieret af rigmanden Albert Kahn og indeholder billeder fra 50 lande af bl.a. personer, bygninger og kulturer der i dag er forsvundet.

## Historie
I 1909 rejste Kahn sammen med sin chauffør og fotograf Alfred Dutertre til Japan på forretningsrejse og kom hjem med mange fotografier fra rejsen.
Rejsen fik ham til at starte et projekt og fotografisk samling med dokumentation fra hele jorden. Han udpegede Jean Brunhes som projektets leder og sendte fotografer af sted til alle kontinenter for at dokumentere jorden og dens folkeslag med brug af de første farvefotografier – baseret på autochromemetoden.
Mellem 1909 og 1931 blev der samlet omkring 72.000 farvefotografier og 183.000 meter film. Disse udgør i dag en unik historisk dokumentation fra 50 lande og er i mange af landene de første kendte fotografiske optagelser.
Kahns fotografer begyndte at dokumentere Frankrig i 1914, kun nogle få dage efter 1. verdenskrigs udbrud, og nåede i samarbejde med militæret at dokumentere krigens rædseler, men også hverdags- og bondelivet.
Efter Wall Street-krakket i 1929 mistede Kahn sin formue og måtte indstille projektet.

## Bidragydere
Albert Kahn udsendte flere forskellige fotografer for at optage billeder rundt i verden. Blandt de mest produktive findes følgende personer:
| Person                      | Optagesteder                       | Periode                    | Foto | Film |
| --------------------------- | ---------------------------------- | -------------------------- | ---- | ---- |
| Auguste Léon                | Europa                             | 1909 – 1930                | x    |      |
| Jean Brunhes                | Europa                             | 1912 – 1930                | x    |      |
| Léon Busy                   | Afrika, Indokina, Europa           | 1914 – 1920                | x    |      |
| Paul Castelnau              | Mellemøsten, Egypten               | 1917 – 1919                | x    |      |
| Georges Chevalier           | Europa, Nordafrika                 | 1914 – 1945                | x    |      |
| Fernand Cuville             | Europa                             | 1917 – 1921                | x    |      |
| Stéphane Passet             | Europa, Fjernøsten, Nordafrika     | 1912 – 1917 og 1929 – 1930 | x    | x    |
| Frédéric Gadmer             | Mellemøsten, Afrika, Canada        | 1919 – 1932                | x    | x    |
| Roger Dumas                 | Europa, Indien, Japan              | 1920 – 1931                | x    | x    |
| Lucien Le Saint             | Europa, Mellemøsten, New Foundland | 1918 – 1923                |      | x    |
| Camille Sauvageot           | Europa, Nordafrika                 | 1919 – 1932                |      | x    |
| Thibaudt                    | Frankrig                           | 1919 – 1931                |      | x    |
| Alfred Dutertre             | under jordomrejse med Albert Kahn  | 1908 – 1909                | x    |      |
| Souvieux                    | Algeriet og Tunesien               | 1909 – 1910                | x    |      |
| Jules Gervais-Courtellemont | Algeriet og Tunesien               | 1909 – 1910                | x    |      |
| Marguerite Mespoulet        | Irland                             | 1913                       | x    |      |
| Bernardel                   |                                    | 1915 – 1917                | x    |      |
| Chastenet                   |                                    | 1915 – 1917                | x    |      |
| Eugène Muller               |                                    |                            | x    |      |
| Lachalarde                  |                                    |                            | x    |      |
| Delecaille                  |                                    |                            | x    |      |
| Vertujol                    |                                    |                            | x    |      |
| Wilse                       |                                    |                            | x    |      |